# Ron Bontemps
Ronald Yngve Bontemps, detto Ron (Taylorville, 11 agosto 1926 – Peoria, 13 maggio 2017), è stato un cestista statunitense, attivo nella NCAA e nella AAU.

## Carriera
Venne selezionato dai Tri-Cities Blackhawks al terzo giro del Draft NBA 1951 (21ª scelta assoluta).
Con gli Stati Uniti disputò i Giochi olimpici di Helsinki 1952.

## Palmarès
- 3 volte campione AAU (1952, 1953, 1954)